# Charlotte Woodward Pierce
Charlotte Lundley Woodward Peirce, nata Charlotte Woodward (Waterloo, 14 gennaio 1830 – Filadelfia, 15 marzo 1924), è stata un'insegnante, stilista e attivista statunitense.
È stata l'unica donna a firmare la Dichiarazione dei Sentimenti alla Convenzione di Seneca Falls del 1848 e a vivere fino all'approvazione del XIX emendamento nel 1920. Fu l'unica delle 68 donne che firmarono la Dichiarazione a vedere il giorno in cui le donne poterono votare a livello nazionale. Il 19 luglio 1848, la diciannovenne Pierce si recò a Seneca Falls con sei delle sue più care amiche su un carro, dopo aver saputo della Convenzione. Solo dopo molti anni, fino al 1920, poté assistere alla prima elezione in cui aveva diritto di voto

## Anni dell'adolescenza
Charlotte Woodward Pierce nacque nel 1830 a Waterloo, New York, da una famiglia quacchera. Dopo aver lavorato come maestra all'età di 15 anni, divenne una sarta in proprio, lavorando a casa di Moses e Hannah Chapman nel 1848. Tutto il salario che guadagnava cucendo guanti di pelle andava a Moses Chapman in cambio delle sue abitudini di vita. Questa situazione lavorativa accese nella Pierce la consapevolezza dell'oppressione delle donne della sua epoca. Di conseguenza, partecipò alla Convenzione di Seneca Falls per lottare a favore di maggiori opportunità per le donne. Poiché all'epoca lavorava, voleva che tutte le donne potessero scegliere il proprio settore di lavoro e il proprio salario, cosa che lei e molte altre donne non potevano fare all'epoca.

## L'attività politica dopo il 1848
Negli anni successivi a Seneca Falls, la Pierce continuò a lavorare per promuovere i diritti delle donne. Si unì all'National American Woman Suffrage Association (AWSA) e conobbe la famosa suffragista e riformatrice sociale Susan B. Anthony. Inoltre, divenne attiva nell'Associazione per l'avanzamento delle donne. La Pierce si oppose alla creazione del National Woman's Party (NWP), esprimendo la convinzione che le donne dovessero unirsi ai partiti politici esistenti invece di riunire i loro voti in un proprio partito.
Nonostante la sua iniziale disapprovazione del NWP, inviò una cazzuola al NWP per contribuire a collocare la pietra angolare della sede del partito a Washington. La cazzuola recava la scritta: "In memoria della Convenzione di Seneca Falls del 1848: presentata dalla sua unica superstite, la signora Charlotte L. Pierce, in ringraziamento per i progressi compiuti dalle donne e in onore del National Woman's Party, che porterà avanti la lotta così coraggiosamente iniziata".

## Elezioni del 1920
Dopo la ratifica del XIX Emendamento, l'elezione presidenziale del 1920 di Warren G. Harding fu la prima occasione di impegno politico per le donne americane. Charlotte Woodward Pierce era l'unica donna di Seneca Falls ancora presente ed entusiasta per l'elezione, ma sfortunatamente per la Pierce il deterioramento della sua salute le impedì di esercitare il suo diritto di voto. Era immobilizzata a letto e stava diventando cieca, il che le impedì di recarsi alle urne quel giorno e di votare per un candidato. A causa dei suoi problemi di salute, la Pierce non è mai riuscita a esercitare il diritto di voto per il quale lei e i suoi coetanei deceduti avevano lavorato.